# Herschel Weingrod
Herschel Alan Weingrod (Milwaukee, 30 oktober 1947) is een Amerikaans scenarioschrijver. Hij heeft geschreven aan films als Twins, Kindergarten Cop en Space Jam.

## Filmografie

### Als schrijver
- Cheaper to Keep Her (1981)
- Trading Places  (1983)
- Brewster's Millions (1985)
- Lifted (1988)
- Twins (1988)
- My Stepmother Is an Alien (1988)
- Kindergarten Cop (1990)
- Pure Luck (1991)
- Lift (1992)
- Space Jam (1996)

- Bibliothèque nationale de France: cb14145219w (data)
- Gemeinsame Normdatei: 139149120
- International Standard Name Identifier: 0000 0001 1065 783X
- Library of Congress Control Number: no98055927
- Nederlandse Thesaurus van Auteursnamen: 073601195
- Virtual International Authority File: 61754916
- WorldCat: E39PBJbMcDTMWrqwqfWkX8hJXd